# Elena d'Orléans

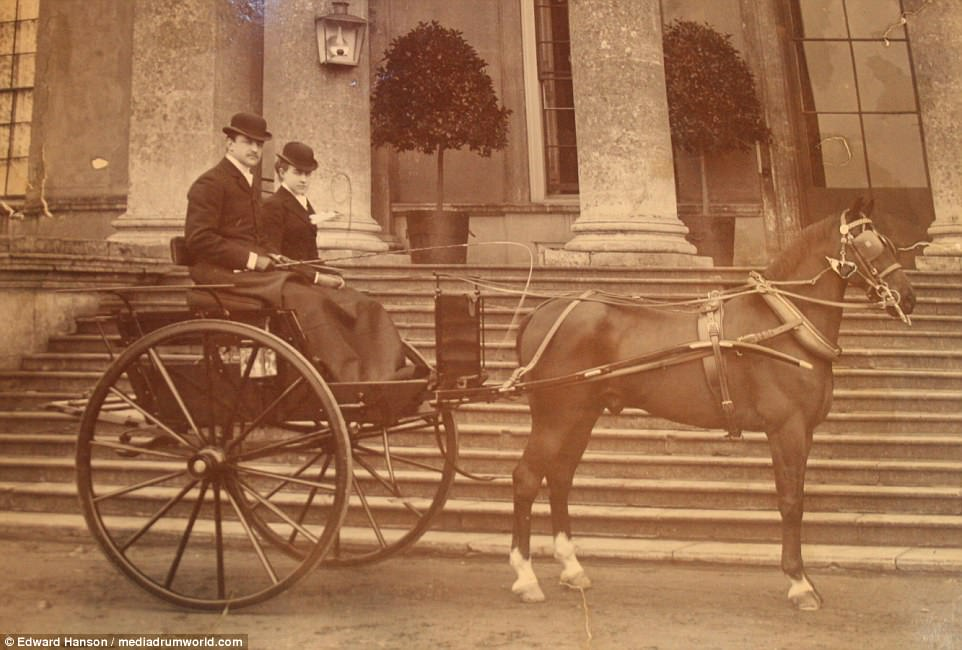
Emanuele Filiberto di Savoia-Aosta ed Elena d'Orléans nel Buckinghamshire nel 1895, anno del loro matrimonio

Elena d'Orléans (Twickenham, 13 giugno 1871 – Castellammare di Stabia, 21 gennaio 1951), fu un membro della famiglia reale degli Orléans per nascita e per matrimonio divenne duchessa d'Aosta.

## Biografia

### Infanzia

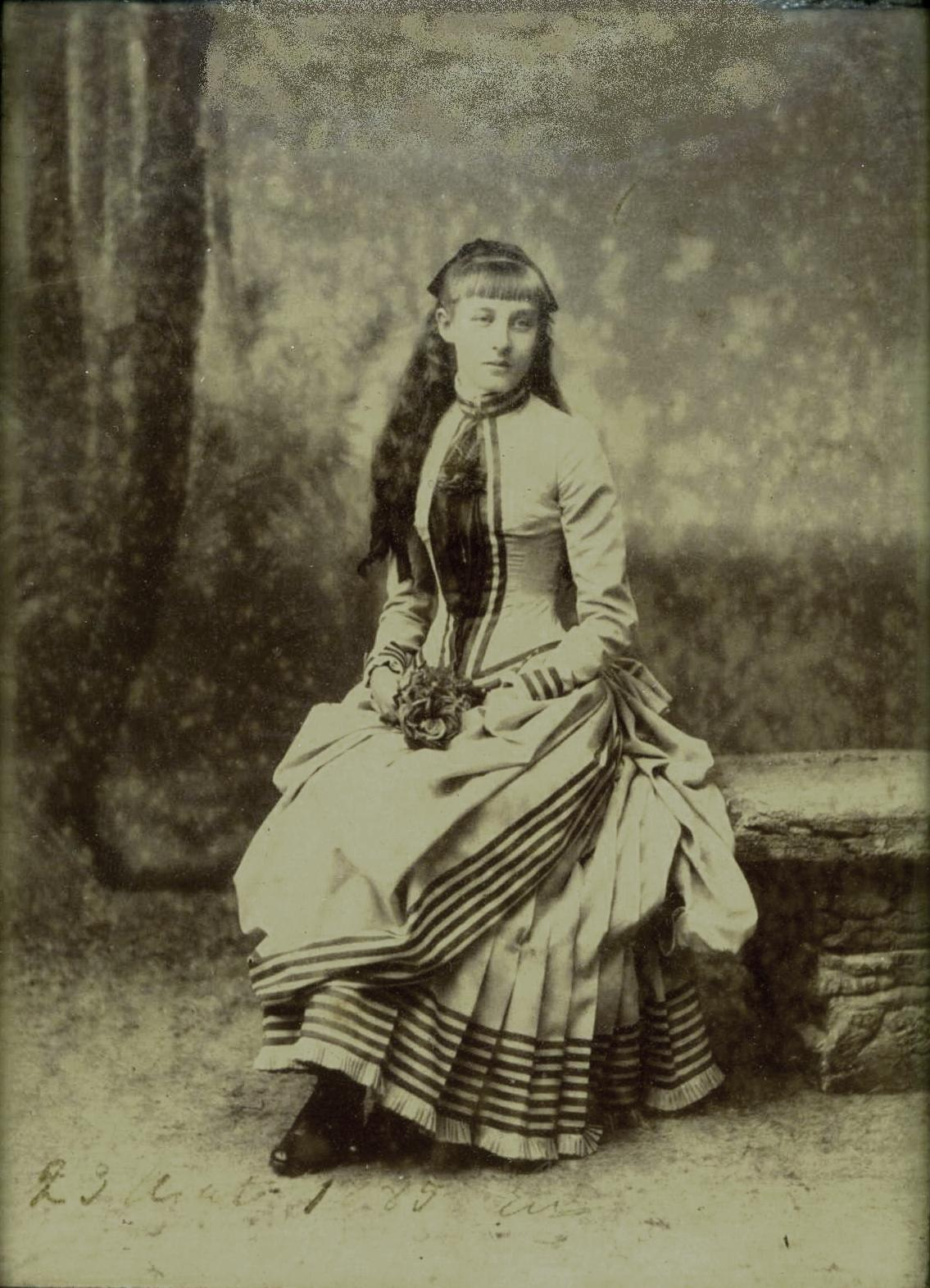
Elena fotografata nel 1885, a 14 anni

Suo padre era il principe Filippo, conte di Parigi, figlio di Ferdinando Filippo d'Orléans e di Elena di Meclemburgo-Schwerin; sua madre era Maria Isabella d'Orléans, infanta di Spagna, figlia di Antonio d'Orléans e di Luisa Ferdinanda di Borbone-Spagna. La principessa Elena trascorse la propria infanzia in Inghilterra, Paese nel quale nacque e dove tutta la sua famiglia viveva in esilio in seguito alla rivoluzione francese del 1848. Soltanto dopo il 1871 gli Orléans poterono ritornare in Francia. Tra i suoi fratelli si ricordano Amelia, regina di Portogallo, Isabella, duchessa di Guisa e Ferdinando, duca di Montpensier. Suo padre era nipote di Luigi Filippo di Francia ed era stato erede al trono dal 1842 al 1848.

### Pretendenti
I genitori di Elena speravano che ella sposasse un erede al trono, come alcuni dei suoi fratelli. Circolarono anche voci di vari corteggiatori e di un suo possibile matrimonio nel 1890. I suoi pretendenti furono senza dubbio incoraggiati dal fatto che Elena era considerata dai contemporanei una ragazza di grande bellezza. Una fonte dell'epoca dichiarò che era "la personificazione della salute e della bellezza femminile, che si distingue come un atleta graziosa e affascinante linguista". Elena si innamorò del principe Alberto Vittorio, duca di Clarence e Avondale, figlio maggiore del futuro Edoardo VII del Regno Unito, e nipote dell'allora regnante regina Vittoria, ma furono costretti a porre fine alla loro relazione a causa della disapprovazione di varie parti coinvolte.
In un primo momento la regina Vittoria si oppose al fidanzamento, perché Elena era cattolica; scrisse anche al nipote suggerendogli, come valida alternativa, un'altra delle sue nipoti: Margherita di Prussia, ma Alberto Vittorio non si lasciò convincere. Infine, dopo che la coppia le ebbe confessato il proprio amore, la Regina cedette e appoggiò il matrimonio. Elena offrì di convertirsi alla chiesa anglicana e Alberto Vittorio offrì di rinunciare ai suoi diritti di successione per sposarla. La madre del principe, Alessandra, simpatizzava per la loro difficile situazione e approvò il loro rapporto. Il padre di Elena però rifiutò di dare il suo consenso. Egli fu irremovibile sul fatto che la figlia non potesse abbandonare la religione cattolica. Elena si recò personalmente per intercedere presso il papa Leone XIII, ma questi dichiarò che in caso di conversione all'anglicanesimo da parte di Elena ci sarebbe stata una scomunica. Alberto Vittorio in seguito si fidanzò con la principessa Maria di Teck, ma morì prima che il matrimonio potesse aver luogo.
Successivamente fu lo zar Alessandro III di Russia a interessarsi a Elena come possibile moglie per suo figlio Nicola, ma quest'ultimo era già innamorato di Alice d'Assia e del Reno e rifiutò. In seguito vi furono grandi speranze che Elena sposasse il figlio ed erede di Umberto I d'Italia, il principe di Napoli. Alcuni anni prima del suo matrimonio con il duca d'Aosta, Elena si recò a Napoli nella speranza di attirare l'attenzione del re e della regina. Nessun seguito ebbe però questa visita, e Vittorio Emanuele si fidanzò con la principessa Elena del Montenegro nel 1896. Il lascito di Elena d'Aosta (souvenir, ricordi di viaggio, riconoscimenti, fotografie etnologiche africane ecc.) si trova nella Biblioteca nazionale di Napoli assieme ai suoi libri. Una parte della biblioteca, trattenuta a suo tempo dal colonnello Otto Campini, è oggi nella Biblioteca di storia e cultura del Piemonte "Giuseppe Grosso" di Torino.

### Matrimonio
Il 25 giugno 1895, a Kingston upon Thames, nei pressi di Londra, Elena sposò il duca Emanuele Filiberto di Savoia-Aosta, figlio del duca Amedeo di Savoia-Aosta e di Maria Vittoria dal Pozzo della Cisterna.

### Prima guerra mondiale

Fotografia di Elena nell'uniforme di ispettrice generale delle infermiere volontarie della Croce Rossa Italiana

Durante la prima guerra mondiale fu ispettrice generale delle infermiere volontarie della Croce Rossa Italiana, ricevette una medaglia d'argento al valor militare, tre croci al merito di guerra e il suo operato ispirò a Gabriele D'Annunzio la sesta delle Canzoni d'Oltremare ("La canzone di Elena di Francia").

### Attività nel sociale

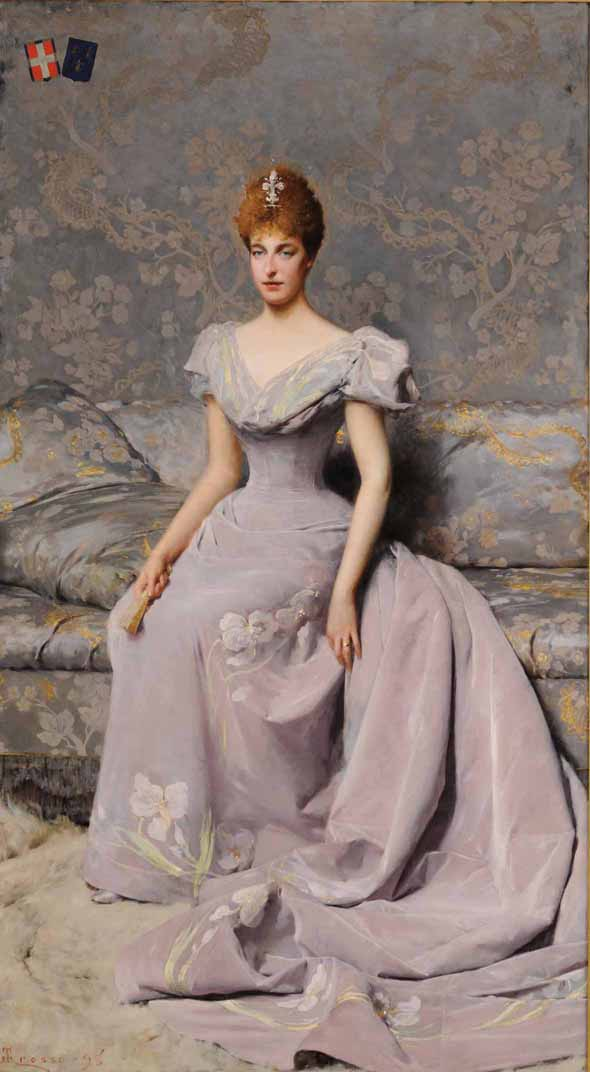
Elena d'Orléans, duchessa d'Aosta, ritratta da Giacomo Grosso

Successivamente, Elena fondò l'Opera nazionale di assistenza all'Italia redenta e viaggiò a lungo in Africa, Asia e Australia. Dai suoi viaggi intorno al mondo trasse l'ispirazione per molti libri: "Viaggi in Africa", "Verso il sole che si leva", "Vita errante", "Attraverso il Sahara".
Nel 1927 Elena volle patrocinare l'esposizione del pittore loverese Giorgio Oprandi presso il Museo coloniale, a Roma, e acquistò tre paesaggi africani per la propria raccolta.

### Ultimi anni e morte
Soggiornò a lungo col marito nella reggia di Capodimonte a Napoli, influendo notevolmente sulla vita intellettuale della città partenopea. Rimasta vedova, visse ritirata sempre a Capodimonte, dove fece erigere una fontana. Vi rimase anche dopo la caduta della Monarchia nel 1946, caso unico per Casa Savoia, con autorizzazione di Umberto II.
Morì a Castellammare di Stabia nel 1951. È sepolta nella basilica dell'Incoronata Madre del Buon Consiglio di Napoli insieme alla nuora Anna d'Orléans, moglie del suo figlio primogenito, Amedeo, viceré d'Etiopia, morto prigioniero in Kenya il 3 marzo 1942. Il suo funerale, tanta fu la partecipazione dei napoletani, si trasformò in un trionfo di popolo.

## Discendenza
Dal matrimonio tra Elena e Emanuele Filiberto di Savoia-Aosta nacquero due figli:
- Amedeo, terzo duca d'Aosta (1898-1942);
- Aimone, quarto duca d'Aosta e Re di Croazia (1900-1948).

## Titoli e trattamento
- 13 giugno 1871 – 25 giugno 1895: Sua Altezza Reale Elena d'Orléans, principessa di Francia
- 25 giugno 1895 - 4 luglio 1931: Sua Altezza Reale Elena di Savoia, duchessa d'Aosta
- 4 luglio 1931 – 21 gennaio 1951: Sua Altezza Reale la Duchessa vedova d'Aosta

## Riconoscimenti
Il cognato Luigi Amedeo di Savoia-Aosta battezzò in suo onore una delle cime delle Grandes Jorasses, salita nel 1898.
La città di Napoli ha intitolato alla principessa l'asilo infantile "Elena d'Aosta" e l'ospedale "Elena d'Aosta".

## Ascendenza
|                                    |                          |                                            | Genitori                                     |  |  | Nonni |  |  | Bisnonni                 |  |  | Trisnonni                           |  |
|                                    |                          |                                            |                                              |  |  |       |  |  | Luigi Filippo di Francia |  |  | Luigi Filippo II di Borbone-Orléans |  |
|                                    |                          |                                            |                                              |  |  |       |  |  | Luigi Filippo di Francia |  |  | Luigi Filippo II di Borbone-Orléans |  |
|                                    |                          | Luisa Maria Adelaide di Borbone-Penthièvre |                                              |  |  |       |  |  | Luigi Filippo di Francia |  |  |                                     |  |
| Ferdinando Filippo d'Orléans       |                          |                                            |                                              |  |  |       |  |  | Luigi Filippo di Francia |  |  |                                     |  |
|                                    |                          | Maria Amalia di Borbone-Due Sicilie        | Ferdinando I delle Due Sicilie               |  |  |       |  |  |                          |  |  |                                     |  |
|                                    |                          | Maria Amalia di Borbone-Due Sicilie        | Ferdinando I delle Due Sicilie               |  |  |       |  |  |                          |  |  |                                     |  |
|                                    |                          | Maria Amalia di Borbone-Due Sicilie        | Maria Carolina d'Asburgo-Lorena              |  |  |       |  |  |                          |  |  |                                     |  |
| Luigi Filippo Alberto d'Orléans    |                          | Maria Amalia di Borbone-Due Sicilie        |                                              |  |  |       |  |  |                          |  |  |                                     |  |
|                                    |                          | Federico Ludovico di Meclemburgo-Schwerin  | Federico Francesco I di Meclemburgo-Schwerin |  |  |       |  |  |                          |  |  |                                     |  |
|                                    |                          | Federico Ludovico di Meclemburgo-Schwerin  | Federico Francesco I di Meclemburgo-Schwerin |  |  |       |  |  |                          |  |  |                                     |  |
|                                    |                          | Federico Ludovico di Meclemburgo-Schwerin  | Luisa di Sassonia-Gotha-Altenburg            |  |  |       |  |  |                          |  |  |                                     |  |
| Elena di Meclemburgo-Schwerin      |                          | Federico Ludovico di Meclemburgo-Schwerin  |                                              |  |  |       |  |  |                          |  |  |                                     |  |
|                                    |                          | Carolina Luisa di Sassonia-Weimar-Eisenach | Carlo Augusto di Sassonia-Weimar-Eisenach    |  |  |       |  |  |                          |  |  |                                     |  |
|                                    |                          | Carolina Luisa di Sassonia-Weimar-Eisenach | Carlo Augusto di Sassonia-Weimar-Eisenach    |  |  |       |  |  |                          |  |  |                                     |  |
|                                    |                          | Carolina Luisa di Sassonia-Weimar-Eisenach | Luisa Augusta d'Assia-Darmstadt              |  |  |       |  |  |                          |  |  |                                     |  |
| Elena d'Orléans                    |                          | Carolina Luisa di Sassonia-Weimar-Eisenach |                                              |  |  |       |  |  |                          |  |  |                                     |  |
|                                    | Luigi Filippo di Francia | Luigi Filippo II di Borbone-Orléans        |                                              |  |  |       |  |  |                          |  |  |                                     |  |
|                                    | Luigi Filippo di Francia | Luigi Filippo II di Borbone-Orléans        |                                              |  |  |       |  |  |                          |  |  |                                     |  |
|                                    | Luigi Filippo di Francia | Luisa Maria Adelaide di Borbone-Penthièvre |                                              |  |  |       |  |  |                          |  |  |                                     |  |
| Antonio d'Orléans                  | Luigi Filippo di Francia |                                            |                                              |  |  |       |  |  |                          |  |  |                                     |  |
|                                    |                          | Maria Amalia di Borbone-Due Sicilie        | Ferdinando I delle Due Sicilie               |  |  |       |  |  |                          |  |  |                                     |  |
|                                    |                          | Maria Amalia di Borbone-Due Sicilie        | Ferdinando I delle Due Sicilie               |  |  |       |  |  |                          |  |  |                                     |  |
|                                    |                          | Maria Amalia di Borbone-Due Sicilie        | Maria Carolina d'Asburgo-Lorena              |  |  |       |  |  |                          |  |  |                                     |  |
| Maria Isabella d'Orléans           |                          | Maria Amalia di Borbone-Due Sicilie        |                                              |  |  |       |  |  |                          |  |  |                                     |  |
|                                    |                          | Ferdinando VII di Spagna                   | Carlo IV di Spagna                           |  |  |       |  |  |                          |  |  |                                     |  |
|                                    |                          | Ferdinando VII di Spagna                   | Carlo IV di Spagna                           |  |  |       |  |  |                          |  |  |                                     |  |
|                                    |                          | Ferdinando VII di Spagna                   | Maria Luisa di Borbone-Parma                 |  |  |       |  |  |                          |  |  |                                     |  |
| Luisa Ferdinanda di Borbone-Spagna |                          | Ferdinando VII di Spagna                   |                                              |  |  |       |  |  |                          |  |  |                                     |  |
|                                    |                          | Maria Cristina di Borbone-Due Sicilie      | Francesco I delle Due Sicilie                |  |  |       |  |  |                          |  |  |                                     |  |
|                                    |                          | Maria Cristina di Borbone-Due Sicilie      | Francesco I delle Due Sicilie                |  |  |       |  |  |                          |  |  |                                     |  |
|                                    |                          | Maria Cristina di Borbone-Due Sicilie      | Maria Isabella di Borbone-Spagna             |  |  |       |  |  |                          |  |  |                                     |  |
|                                    |                          | Maria Cristina di Borbone-Due Sicilie      |                                              |  |  |       |  |  |                          |  |  |                                     |  |